# Joanna Opiat-Bojarska
Joanna Opiat-Bojarska (ur. w Poznaniu) – polska autorka powieści kryminalnych oraz cyklu publicystycznego „Przychodzi Opiat-Bojarska do...”. Z wykształcenia ekonomistka. Zdobywczyni Nagrody Czytelników Wielkiego Kalibru 2022 za powieść Oni (Słowne).

## Życiorys
Absolwentka Uniwersytetu Ekonomicznego w Poznaniu. Pisać zaczęła przez przypadek. Zadebiutowała groteskową i autobiograficzną powieścią Kto wyłączy mój mózg, która jest zapisem jej zwycięskiej walki z paraliżem ciała i chorobą autoimmunologiczną. 
Na styl Opiat-Bojarskiej składa się konstrukcja fabuły, mnogość fałszywych tropów, akcja oraz wrażliwość społeczna. Ta ostatnia sprawia, że w jej powieściach poruszane są współczesne i ważne problemy społeczne m.in. dopalacze czy handel nerkami. Akcję swoich powieści umieszcza w Poznaniu, w Łodzi (Niebezpieczna gra).

## Publikacje

### Książki obyczajowe
- Kto wyłączy mój mózg? (Zysk i Ska, 2011)[9]
- Blogostan[10] (Replika, 2012),
- Klub Wrednych Matek (Replika, 2013)[11]

### Seria policyjna - Burzyński i Majewski
- Gdzie jesteś, Leno? (Replika, 2013)[12] – pierwszy tom serii policyjnej z Burzą i Młodym (poruszający problem zaginięć)[10]
- Koneser (Czarna Owca, 2015)[13] – drugi tom serii policyjnej (poruszający problem handlu narządami w Polsce)[14]
- Bestseller (Czarna Owca, 2016)[15] - trzeci tom serii policyjnej (ukazujący ciemną stronę sukcesu)
- Ucieczka (Czarna Owca, 2018)[16]

### Seria – psycholog Aleksandra Wilk
- Gra pozorów (Czwarta Strona, 2016)[17]
- Niebezpieczna gra (Czwarta Strona, 2016)[18]
- Gra o wszystko (Czwarta Strona, 2017)[19]

### Seria – dziennikarka śledcza Anka Rogozińska
- Słodkich snów, Anno (Filia, 2014)[20]
- Zaufaj mi, Anno (Filia, 2015)[21]
- To koniec, Anno (Czwarta Strona, 2017)[22]

### Seria Biuro Spraw Wewnętrznych Policji - Kryształowi
- Kryształowi, Świeża krew (Muza, 2018)[23]
- Kryształowi, Łatwy hajs (Muza, 2019)[24]
- Kryształowi, Polowanie (Muza, 2019)[25]

### Thrillery
- Chodź za mną, (Słowne, 2020)[26]
- Winny, (Słowne, 2021)[26]
- Oni, (Słowne, 2021)[26]